# Franz Xaver Fuhr
Franz Xaver Fuhr (Mannheim-Neckarau, 23 settembre 1898 – Ratisbona, 16 dicembre 1973) è stato un pittore tedesco.
Nel 1955 Franz Xaver Fuhr partecipò a documenta 1 a Kassel.

## Opere principali
Una gran parte delle opere di Fuhr si trova oggi in collezioni private o è considerata scomparsa. Tra le opere in musei aperti al pubblico si trovano:
- Der blaue Turm, 55x65 cm, Stadtmuseum Ingolstadt
- Eisenbrücke, 97x77 cm, Folkwang-Museum Essen
- Gotische Kathedrale, 97x77 cm, Museum Ludwig, Colonia
- Gummibaum (Stilleben), 66x51 cm, Städtische Kunsthalle Mannheim
- Hafenbild mit gelbem Haus, 77x108 cm, Bayerische Staatsgemäldesammlung, Monaco
- Hafen in Stockholm, 77x110 cm, Hessisches Landesmuseum Darmstadt
- Die Leibwache, 160x47 cm, Städtische Kunsthalle, Mannheim
- Mannheimer Vision, 1931, 107x140 cm, Stadtmuseum, Ratisbona
- Palastruine, 93x50 cm, Städtisches Museum Ratisbona
- Segelboot "Jutta Hys", 77x97 cm, Museum für Kunst und Kulturgeschichte, Lubecca
- Stephansprozession, 100x261 cm, Colonia Museum Ludwig
- Rheinbrücke, 67x87 cm, Städtische Kunsthalle Mannheim
- Die Urne, 111x78 cm, Städtisches Museum, Ratisbona
- Vorfrühling, 77x97 cm, Von Der Heydt Museum, Wuppertal
- Vorstadthäuser, 61x93 cm, Stadtmuseum Ratisbona
- Zollhafen Mannheim, 110x150 cm, Städtische Kunsthalle Mannheim